# Лисінін (Куявсько-Поморське воєводство)
Лисінін (пол. Łysinin) — село в Польщі, у гміні Ґонсава Жнінського повіту Куявсько-Поморського воєводства.
Населення — 356 осіб (2011).
У 1975-1998 роках село належало до Бидгощського воєводства.

## Демографія
Демографічна структура станом на 31 березня 2011 року:
|          | Загалом | Допрацездатний вік | Працездатний вік | Постпрацездатний вік |
| -------- | ------- | ------------------ | ---------------- | -------------------- |
| Чоловіки | 171     | 35                 | 119              | 17                   |
| Жінки    | 185     | 39                 | 112              | 34                   |
| Разом    | 356     | 74                 | 231              | 51                   |